# Allanamiento

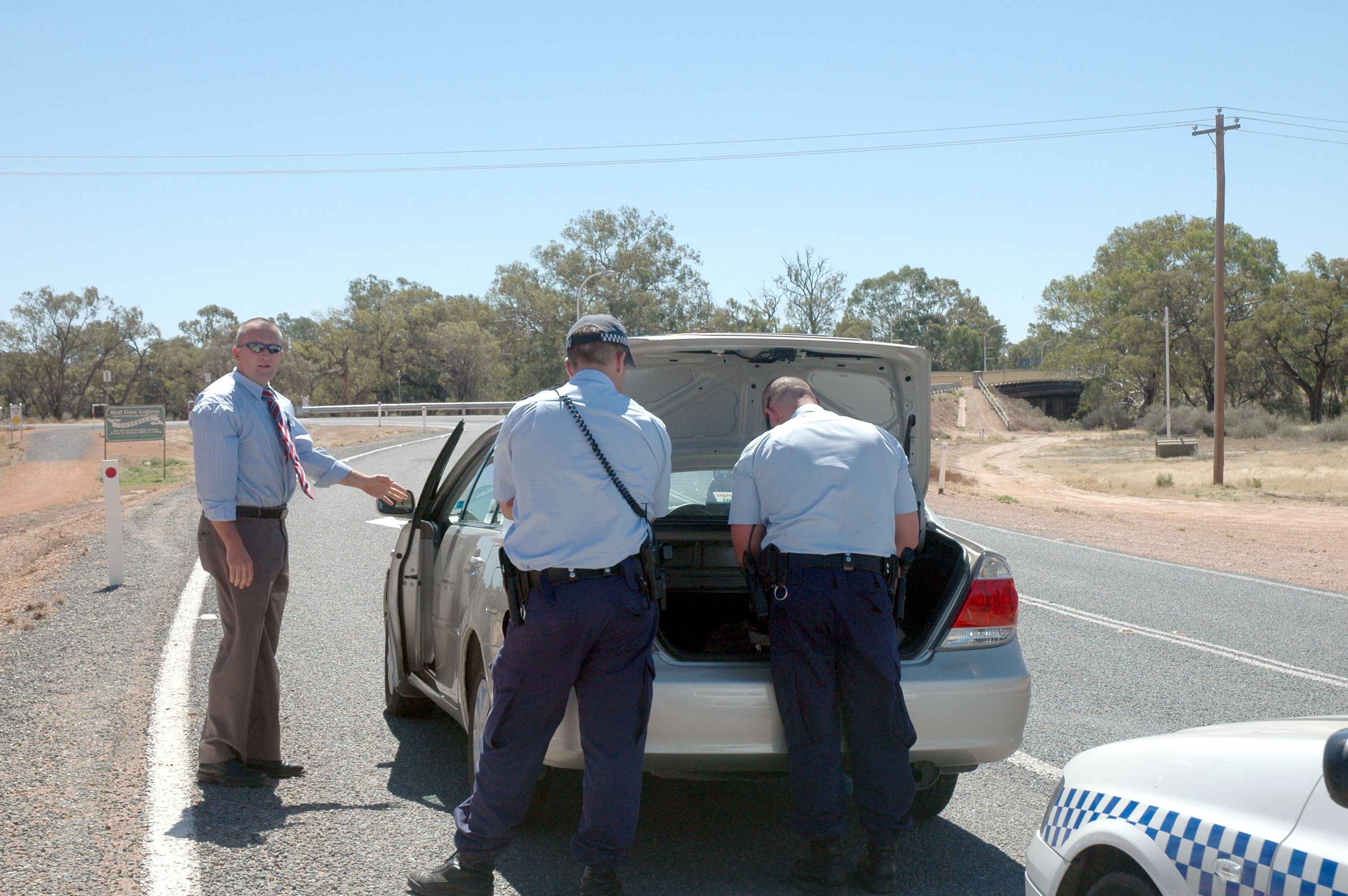
Policía de la ciudad de Dareton registrando el vehículo de un presunto traficante de drogas en Wentworth, en el estado de Nueva Gales del Sur, Australia, cerca de la frontera con Victoria.

En el derecho procesal penal, el allanamiento es el ingreso en un domicilio o un local con fines de investigación: el registro del lugar, en búsqueda de objetos o personas relacionadas con un delito, o con motivo de algún otro acto procesal (p. ej. trabar un embargo, sacar fotografías, etc.)
Especialmente entre Estados de tradición jurídica occidental, se trata de una restricción a los derechos constitucionales a la inviolabilidad del domicilio y la intimidad, la orden de allanamiento debe emanar de un órgano judicial, mediante resolución escrita, fundada y determinada, tanto en cuanto al domicilio, como en relación con el fin perseguido. Excepcionalmente se permite a la policía el allanamiento sin la respectiva orden judicial en casos urgentes, tales como:
- emergencias con peligro para la vida de los habitantes o la propiedad
- si personas extrañas han sido vistas ingresar con indicios manifiestos de cometer un delito
- si voces provenientes de una casa o local indicaren que allí se está cometiendo un delito, o pidieran socorro
- en caso de que se introduzca en una casa o local algún imputado de delito a quien se persiga para su aprehensión